# Strada europea E234
La strada europea E234  è una strada di classe B, lunga 167 km, il cui percorso si trova completamente in territorio tedesco e dalla designazione con l'ultimo numero pari si può evincere che il suo sviluppo è in direzione ovest-est.
Collega la città di Cuxhaven sul Mare del Nord con Walsrode. Il suo tracciato coincide con quello della Bundesautobahn 27.